# Élections municipales chiliennes de 2021
Les élections municipales chiliennes de 2021 se déroulent les 15 et 16 mai 2021 afin de renouveler les membres des conseils municipaux du Chili. Des élections constituantes et gouvernorales ont lieu simultanément.

## Contexte
Les élections municipales étaient normalement prévues pour le 25 octobre 2020, soit quatre ans après les précédentes. Cependant, en raison de la pandémie de Covid-19, elles sont reportées au 11 avril 2021 pour lesquelles 14,9 millions d'électeurs sont inscrits. Finalement, par une loi promulguée le 6 avril, elles sont fixées aux 15 et 16 mai 2021. C'est la première fois au Chili que des élections se déroulent sur deux jours. Les élections concernent le renouvellement de 345 maires et de 2 252 conseillers.

## Résultats
Globalement, les élections, avec une participation de 42,98 % des inscrits, sont marquées par une défaite des coalitions Chile Vamos (centre-droit) et de l'Unité constituante (centre-gauche) au profit de candidats de la gauche alternative, comme le Front large ou Chili digne, ou des indépendants. Pour la première fois, une candidate communiste est élue maire de Santiago.